# Garfield MacDonald
Garfield MacDonald, född 8 augusti 1881, död 6 november 1951, var en friidrottare från Kanada. Han deltog vid olympiska sommarspelen 1908.